# كيس مونتغمري
كيس مونتغمري هو كتلة ثدي حميدة، غالباً توجد لدى الفتيات المراهقات. عادة، يتم حلها تلقائيًا من تلقاء نفسها.

## أعراض
قد يكون كيس مونتغمري بدون أعراض. ومع ذلك، عادةً ما يتم تشخيص كيس مونتغمري عندما تشكو مريضة، يتراوح عمرها بين 10 و 20 عامًا، إلى أخصائي رعاية صحية من ألم الثدي أوالتهاب أو عقدة محسوسة في الثدي. يتم التشخيص سريريًا، عندما يكون هناك عقدة محسوسة في منطقة الهالة الخلفية.

## الفيزيولوجيا المرضية
تسمى أيضًا الغدد حول الهالة في مونتغمري في الثدي درنات مونتغمري أو درنات مورغاني. هذه الغدد حول الهالة هي نتوءات نسيجية حطاطية صغيرة على حافة الهالة (الحلمة)، وقد يؤدي انسداد درنات مونتغمري إلى التهاب حاد، وقد يفرغ سائل شفاف أو بني فاتح من الهالة (إفرازات الحلمة)، و قد تتطور كتلة تحت الهالة، كيس مونتغمري.

## تشخيص
يمكن تأكيد التشخيص من خلال التصوير بالموجات فوق الصوتية، والذي يظهر في كثير من الأحيان كيسًا بسيطًا في منطقة الهالة الخلفية.
في بعض المرضى، قد توجد أكياس متعددة أوأكياس ثنائية. قد تحتوي أكياس مونتغمري على محتوى سائل مع رواسب مولدة للصدى أو كلسية.

## العلاج والتشخيص
تعتمد الإدارة السريرية لكيس مونتغمري على أعراض المريض.
إذا لم تكن هناك علامات للعدوى، فيمكن ملاحظة كيس مونتغمري، لأن أكثر من 80% منه يتحلل تلقائيًا، خلال بضعة أشهر فقط. ومع ذلك، في بعض الحالات، قد يستغرق الحل التلقائي عامين. في مثل هذه الحالات، قد يصبح تكرار التصوير بتخطيط الموجات فوق الصوتية ضروريًا. ومع ذلك، إذا ظهرت على المريض علامات العدوى، مثل الاحمرار ( التهاب احمرارى للجلد )، والدفء، والألم، والطراوة، فيمكن البدء في علاج التهاب الثدي، والذي قد يشمل المضادات الحيوية والأدوية غير الستيرويدية المضادة للالتهابات (مضادات الالتهاب غير الستيرويدية). مع العلاج، عادة ما تختفي التغيرات الالتهابية بسرعة. في حالات نادرة، قد يصبح التفريغ ضروريًا. قد يصبح العلاج الجراحي لكيس مونتغمري، أي الاستئصال، ضروريًا فقط إذا استمر كيس مونتغمري، أو تم التشكيك في التشخيص سريريًا.
يبدو أن التنبؤ ممتاز. في سلسلة واحدة، كان لجميع المرضى المراهقين المصابين بكيس مونتغمري نتائج إيجابية.

## مرادف
يسمى كيس مونتغمري أيضًا كيس الهالة الرجعية (بالإنجليزية: retroareolar cyst)‏.